# جيري هاربر
جيري هاربر (4 أغسطس 1934 بلويفيل في الولايات المتحدة - 16 سبتمبر 2001) (بالإنجليزية: Jerry Harper)‏ هو لاعب كرة سلة أمريكي في مركزي الوسط وهجوم قوي الجسم. لعب مع فيليبس سيكستي سكسترز ‏.

## وصلات خارجية
- جيري هاربر على موقع سبورتس رفرنس (الإنجليزية)
- جيري هاربر على موقع كلية كرة السلة في سبورتس رفرنس.كوم (الإنجليزية)
- جيري هاربر على موقع ريلجم (الإنجليزية)
- جيري هاربر على موقع قاعة ألاباما للمشاهير الرياضية (مؤرشف) (الإنجليزية)